# Prise du Peñon de Velez (1508)
Pour les articles homonymes, voir Prise du Peñon de Velez.
La prise du Peñon de Velez est l’œuvre le 23 juillet 1508 de Pedro Navarro qui commandait l'expédition qui poursuivait les pirates qui attaquaient sans cesse et pillaient la côte du sud de l'Espagne. Il fera fortifier l'îlot qui fait face à la ville de Badis.
Les Espagnols resteront maitre jusqu'à la perte du Peñon de Velez en 1522. Ils reprendront le Peñon de Velez en 1564 pour le détenir jusqu'à aujourd'hui.

## Sources
- Tomás García Figueras, « El Peñón de Vélez » in Ejército. Revista Ilustrada de las Armas y Servicios, n° 18, année 1941, voir en ligne